# آنتوی
آنتوی (به فرانسوی: Antheuil) یک کمون در فرانسه با جمعیت ۶۵ نفر است که در Canton of Bligny-sur-Ouche واقع شده‌است.